# DirecTV-12
El DirecTV-12, también conocido como D12, es un satélite Boeing modelo 702 construido por el Boeing Satellite Development Center.

## Tecnología
Este satélite es similar al DirecTV-10 y al DirecTV-11. Se planea que esté localizado cerca de 102.8°W junto con el SPACEWAY-1 y el DirecTV-10.

## Información del lanzamiento
El 27 de noviembre, el satélite fue enviado a Baikonur desde las instalaciones de Boeing en El Segundo, California.
El D12 fue lanzado exitosamente por International Launch Services el 29 de diciembre a las 6:22 AM hora de Kahzakstan (00:22 UTC) desde el Cosmódromo de Baikonur en Kazajistán. El lanzamiento fue televisado en vivo por el canal 577 de DirecTV, en C-Band satellite, y en el sitio web de ILS.

## Transmisión a los clientes
Se espera que el D12 aumente la capacidad de transmisión nacional en HD de DirecTV a más de 200 canales. Se espera que entre en funcionamiento a comienzos de 2015.